# Mononykus olecranus
Mononykus (il cui nome significa "singolo artiglio") è un genere estinto di dinosauro teropode alvarezsauride vissuto nel Cretaceo superiore, circa 70 milioni di anni fa (Maastrichtiano), in quella che oggi è la Formazione Nemegt, Mongolia. Il genere contiene una singola specie, ossia M. olecranus. Questo piccolo animale era un agile bipede in grado di correre a grande velocità grazie alle sue lunghe e sottili zampe, il che gli avrebbe conferito un grande vantaggio nelle pianure alluvionali aperte in cui viveva. Il cranio era piccolo e stretto, e i suoi denti erano piccoli e appuntiti, suggerendo una dieta di insetti e piccoli animali, come lucertole e piccoli mammiferi. I grandi occhi dell'animale gli avrebbero di cacciare di notte, quando la temperatura era più fresco e al riparo dai predatori diurni. Il nome originale del Mononykus era Mononychus (1993), ma venne cambiato nello stesso anno poiché lo stesso nome era già stato utilizzato per un coleottero nominato dall'entomologo tedesco Johann Schueppel.

## Descrizione

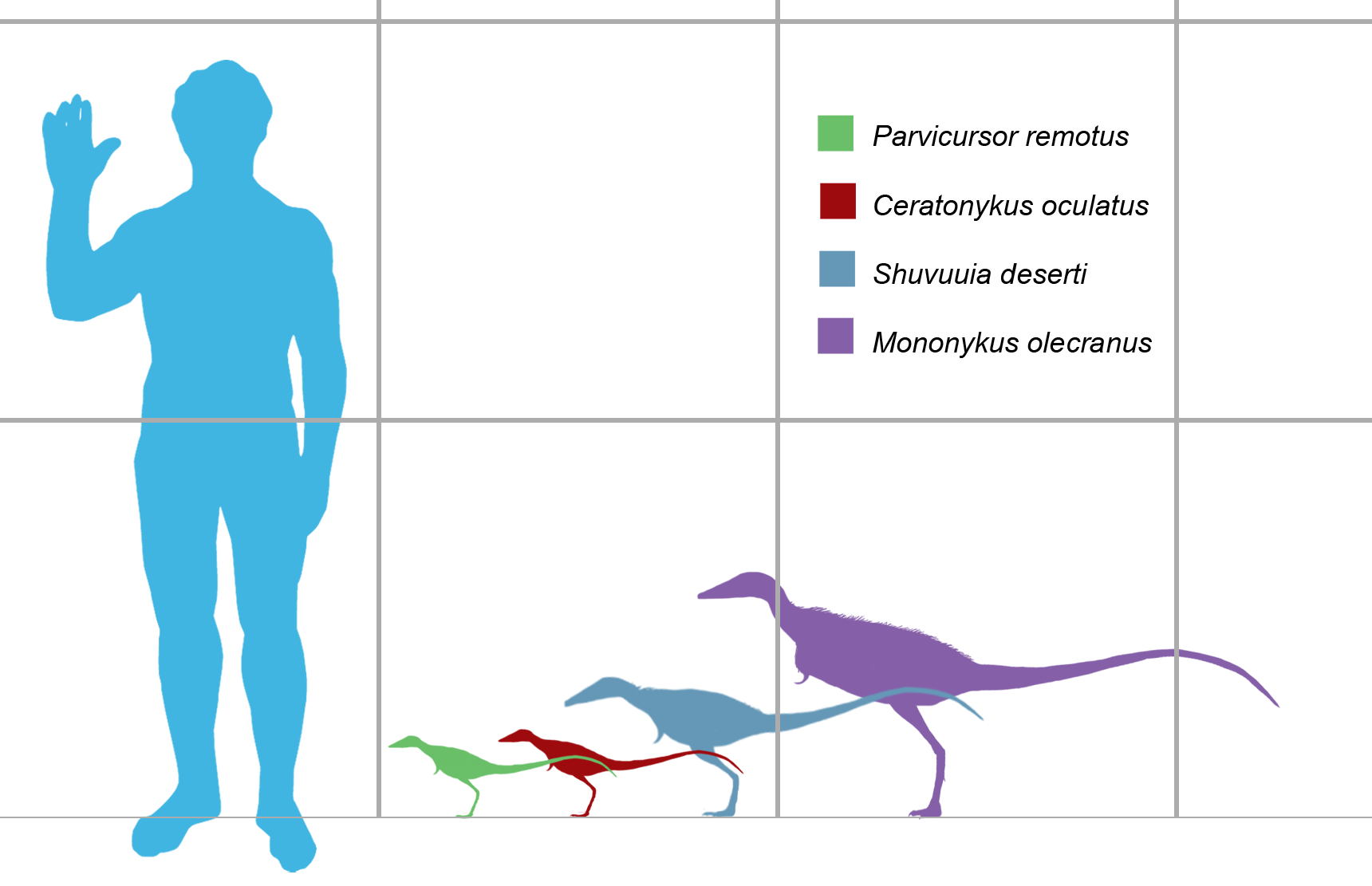
Dimensioni di vari alvarezsauridi a confronto con un uomo, con Mononykus in viola

Il Mononykus era un piccolo dinosauro teropode lungo poco più di un metro. Sebbene la forma generale del corpo eguagliasse quella di altri teropodi suoi contemporanei, l'animale presentava alcune caratteristiche uniche: il polso era fuso simili a quelle degli uccelli, e il petto possedeva lo sterno. Tuttavia differisce dai suoi parenti più stretti, quali Shuvuuia e Parvicursor, in diversi dettagli dello scheletro, tra cui un osso pubico di sezione triangolare e proporzioni diverse nelle ossa del dito.
Il Mononykus è attualmente rappresentato da un singolo esemplare olotipo, catalogo IGM N107/6. Questo esemplare è costituito da uno scheletro parziale privo di coda e comprendente solo piccoli frammenti di ossa del cranio, compresa una scatola cranica completa. Numerosi altri esemplari furono poi classificati in modo erroneo come Mononykus, inclusi esemplari con code parziali (inizialmente interpretate come molto brevi, anche se i campioni successivi dimostrarono che le code di questi animali erano lunghe e sottili) e i crani completi mostravano una forma distintiva, perlopiù priva di denti. Tuttavia, questi esemplari furono in seguito riclassificati nel nuovo genere Shuvuuia. Per questo oggi molte ricostruzioni di Mononykus sono perlopiù basate su esemplari di Shuvuuia.
Sebbene il Mononykus sia stato formalmente descritto negli anni '90, un altro esemplare di questo genere era già stato scoperto in una spedizione di Andrews decenni prima. Il campione era stato esposto all'American Museum of Natural History, etichettato semplicemente come "dinosauro uccello". Tuttavia, data la riassegnazione degli altri esemplari ai generi correlati, e la differenza di età (il modello AMNH proviene dalla più antica Formazione Djadochta), è improbabile che si tratti di un Mononykus.

## Paleobiologia

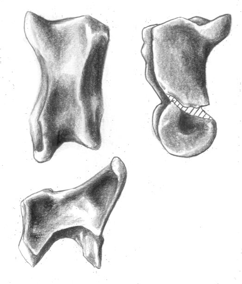
Illustrazione della prima falange del primo dito

Il Mononykus era un membro della famiglia Alvarezsauridae e, come i suoi parenti, possedeva arti anteriori altamente modificati molto corti e con un singolo dito provvisto di un solo un grande artiglio, lungo circa 7,5 centimetri (da cui prende il nome). Le altre due dita artigliate erano scomparse (tuttavia, un parente stretto di Mononykus, Shuvuuia, aveva due artigli vestigiali, accanto al grande artiglio principale). Lo scopo di questi adattamenti altamente specializzati è ancora un mistero, ma alcuni scienziati hanno suggerito che potessero essere utilizzati per smuovere e distruggere i termitai (come i moderni formichieri) e quindi è possibile che questi animali si nutrissero principalmente di insetti.
È inoltre molto probabile che il Mononykus fosse ricoperto da un rivestimento di piume. Infatti, il fossile del suo parente più stretto, Shuvuuia, mostra tracce di piume filamentose, dimostrando che gli Alvarezsauridae erano uno dei tanti lignaggi di teropodi che mostravano un rivestimento piumato.
In uno studio del 2001 condotto da Bruce Rothschild e da altri paleontologi, sono state esaminate le ossa di 15 piedi di Mononykus, per trovare segni di frattura da stress, ma nessuna delle ossa si è dimostrata positiva all'analisi.

## Nella cultura di massa
Se bene non sia uno dei dinosauri più famosi, il Mononykus compare in alcuni media molto famosi o noti al pubblico.
La sua prima apparizione è stata in un episodio speciale del documentario BBC Nel mondo dei dinosauri, dove è rappresentato con un piumaggio meno folto e delle dimensioni maggiori.
Nel franchise di Jurassic Park il Mononykus appare sotto forma di diorama nel film Jurassic World - Il regno distrutto (2018) all'interno della Biblioteca della Magione Lockwood, tuttavia non è mai apparso fisicamente.
Compare nel documentario Il pianeta preistorico, dove è stato caratterizzato con il volto di un barbagianni e lo si vede usare il suo grande e unico artiglio per distruggere un nido di termiti e poi usare la sua lingua lunga per nutrirsi di quest’ultime.